# Años 2050
Los años de 2050, llamada también como década de 2050, decenio de los 2050, los 50's del siglo XXI, o simplemente años 50, será una década del calendario gregoriano que abarcará el período de tiempo desde el 1 de enero de 2050, hasta el 31 de diciembre de 2059.

## Predicciones notables y otros acontecimientos
- Según una proyección de 2004 de la División de Población de las Naciones Unidas, se estimaba que la población mundial llegaría a los 9100 millones de personas en 2050,[1]sin embargo una nueva proyección de la ONU presentada en noviembre de 2022 estimó que la población llegaría a los 9700 millones de habitantes para ese mismo año.[2]
- El demógrafo francés Emmanuel Todd predice un crecimiento cero en todo el mundo sobre las tasas de natalidad de la población en el año 2050.[3]
- El Reino Unido podría tener la mayor población en Europa en 2050 y ser el tercer mayor beneficiario de los inmigrantes en el mundo, según las previsiones que apunta la ONU.[4]

## Eventos ficticios
- En la serie  Los 100 ocurre el Apocalipsis Nuclear en el año 2052.
- El futuro en la serie Dark de Netflix tiene lugar en el año 2053.
- La película Dexter's Laboratory, Ego Trip, tiene algunas escenas que tienen lugar en 2055.
- La película Minority Report tiene lugar en 2054.
- La película Renaissance tiene lugar en París en 2054.
- La película Red Planet tiene lugar en 2057.
- La película Lost In Space se inicia en 2058.
- La novela de John Christopher's: The Guardians tiene lugar en 2052 y 2053.
- J.D. Robb's en sus series de In Death tienen lugar en los años 2058–59.
- El videojuego Deus Ex tiene lugar en 2052.
- El cuento A Sound of Thunder tiene lugar en 2055.
- 2053: Según la película Star Trek: First Contact, es cuando termina la Tercera Guerra Mundial.
- La película de Disney, Zenon: Girl of the 21st Century tiene lugar en 2049; la segunda película: Zenon: The Zequel se lleva a cabo en 2051 y la 3 ª película de la serie Zenon: Z3 tiene lugar en 2054.
- El videojuego Wipeout tiene lugar en 2052.
- La película Love Story 2050 tiene lugar en 2050.
- El anime Macross Frontier tiene lugar en 2059.
- The Waters of Mars episodio de Doctor Who tiene lugar en 2059.
- El videojuego Call of Duty: Advanced Warfare tiene lugar en 2054 hasta 2061
- En esta década tiene lugar la canción 2055 del MC alicantino Nach.